# Сайранов, Равиль Нурмухаметович
Рави́ль Нурмухаме́тович Сайра́нов (род. 20 сентября 1937, Качеганово, Миякинский район, Башкирская АССР — 1 августа 2021) — ученый-экономист, кандидат экономических наук (1970), профессор (2003), заслуженный экономист Республики Башкортостан (1996).

## Биография
Равиль Нурмухаметович Сайранов родился 20 сентября 1937 года в деревне Кучуганово Миякинского района Башкирской АССР. В 1962 году окончил Башкирский сельскохозяйственный институт  (ныне Башкирский государственный аграрный университет) и начал трудовую деятельность зоотехником Миякинского совхоза, в 1962-1964 гг был директором Миякинской государственной станции искусственного осеменения сельскохозяйственных животных, в 1969-1972 гг работал начальником планово-экономического отдела Благоварского управления сельского хозяйства Республики Башкортостан. В 1972 году защитил кандидатскую диссертацию и был приглашен в БСХИ доцентом кафедры организации сельскохозяйственных предприятий, в 1978 году присвоено ученое звание доцента. В 1985-1989 гг. избран по конкурсу заведующим отделом экономики Башкирского научно-исследовательского проектно-технологического института животноводства и кормопроизводства (БНИПТИЖиК). С 1990 года – доцент БГАУ, с 1991 года – заведующий кафедрой организации аграрного производства БГАУ . В 1992-1993 гг. одновременно работал по совместительству проректором по координации научных исследований в БГАУ, БНИИСХ и БНИПТИЖиК, с 1993-1995 гг. – деканом экономического факультета Башкирского государственного аграрного университета. Автор более 200 научных трудов. Под руководством Сайранова Р. Н. разработаны и внедрены технологии раздельно-контактного содержания овцематок и ягнят (1986 год), выращивания ремонтных телок на специализированной ферме (1989 год), рекомендации по оценке и материальному стимулированию труда (2012-2014).

## Избранные труды
- Экономика производства молока в совхозах Башкирии: дис. ... канд. экон. наук / Р. Н. Сайранов. - Уфа, 1969. - 246 с.
- Экономика производства молока в совхозах БАССР: автореферат дис. ... канд. экон. наук: 08.594 / Р. Н. Сайранов. - Уфа, 1970. - 23 с.

- Молочный комплекс на подряде / Р. Н. Сайранов, В. Н. Лукьянов, С. И. Замесин. - Уфа: Башкнигоиздат, 1986. - 86 с. - На башк. яз.
- Коллективный подряд в животноводстве / Р. Н. Сайранов, В. Н. Лукьянов, Т. М. Фаттахов. - Уфа: Башк. кн. изд-во, 1987. - 167 с.

- Совершенствование хозрасчетных отношений в животноводстве / Р. Н. Сайранов, А. А. Аскаров, В. Н. Лукьянов, А. А. Затинацкий, Л. А. Надымова, А. Ф. Бакиров. - Уфа: Башк. кн. изд-во, 1992. - 88 с.
- Особенности организации сельскохозяйственного производства в условиях рыночных отношений: учеб. пособие для студентов экономических и других     специальностей с.-х. вузов / Р. Н. Сайранов; [отв. ред. М. Б. Аюханов]; М-во сел. хоз-ва и продовольствия РФ, Гл. управление высших учеб. заведений, Башкирский ГАУ. - Уфа: [БашНИИстрой], 1995. - 160 с.
- Организация воспроизводства стада крупного рогатого скота в колхозе "Победа" Янаульского района / Р. Н. Сайранов, В. Б. Ахметханов, Ф. А. Самигуллин; [отв. ред. Р. К. Карамов]; М-во сел. хоз-ва и продовольствия РБ, Башкирский ГАУ. - Уфа: [б. и.], 1998. - 51 с.
- Организация материального стимулирования работников автопарка: науч.-практ. пособие / подгот.: Р. Н. Сайранов, Р. С. Гайсин, В. Н. Лукьянов, Ю. Р. Лутфуллин, К. Р. Карамов, Ф. А. Юнусов, Р. Р. Исламов; отв. ред. Р. К. Карамов. - Уфа: "СУ", 1999. - 53 с.
- Организация переработки сельскохозяйственной продукции: Учеб. пособие / [Р. Н. Сайранов, В. З. Галимова, Р. М. Мударисов, М. Г. Гиниятуллин, Н. С.     Чернов, В. А. Печаткин, Р. А. Садыков, Ю. Р. Лутфуллин, Р. Н. Ибатуллин]; М-во сельского хозяйства и продовольствия РФ, Башкирский ГАУ. - Уфа:     БГАУ, 2000. - 216 с.
- Оплата труда работников сельского хозяйства: учеб. пособие для студ. вузов, обуч. по спец. 060800 "Экономика и упр. на предприятии АПК" / Р. Н. Сайранов; Башкирский ГАУ. - Уфа: БГАУ, 2002. - 95 с.
- Нормирование и оплата труда механизаторов в сельском хозяйстве: учеб. пособие / Р. Н. Сайранов. - Уфа: Мир печати, 2006. - 94 с.
- Оплата труда работников первичных трудовых коллективов: учеб. пособие для студ., обуч. по спец. 080502 Экономика и управление на предприятии АПК / Р. Н. Сайранов, В. Н. Лукьянов, Г. Х. Ибрагимова, Р. Х. Бикташева; под ред. Р. Н. Сайранова. - Уфа: Мир печати, 2006. - 187 с.
- Организация, нормирование и оплата труда работников по обслуживанию водоплавающей птицы / Р. Н. Сайранов, Г. Х. Ибрагимова; МСХ РФ, Башкирский ГАУ. - Уфа: Изд-во БГАУ, 2008. - 119 с.
- Формирование и функционирование потребительских кооперативов в аграрном секторе: [монография] / Г. Х. Ибрагимова, Р. Н. Сайранов, М. И. Шишкин. - Уфа: БГАУ, 2008. - 220 с.
- Оплата труда работников вспомогательных и подсобных промышленных подразделений сельскохозяйственной организации: [учебное пособие] / Р. Н. Сайранов, Т. В. Вострецова. - Уфа: БашГАУ, 2009. - 103 с.
- Тарификация работ и работников в сельском хозяйстве / Р. Н. Сайранов, Т. В. Вострецова, А. Р. Зидымаков; [ред. Р. Н. Сайранов; рец. Л. Р.     Давлетбаева]. - Уфа: БашГАУ, 2009. - 95 с.
- Методика нормирования труда механизаторов в полеводстве: [научно-методические рекомендации] / Р. Н. Сайранов, Г. Х. Ибрагимова, Т. В. Вострецова; ред. Р. Н. Сайранов. - Уфа: Мир печати, 2010. - 59 с.
- Организация производства и экономическая эффективность механизации и электрификации на предприятиях: [практикум для студентов вузов] / Р. А. Якупова, Р. Н. Сайранов; МСХ РБ, Башкирский ГАУ. - Уфа: Мир печати, 2010. - 207 с.
- Сборник тестов по организации, нормированию и оплате труда на предприятиях АПК для контроля знаний студентов: [учебное пособие] / Р. Н. Сайранов, Т. В. Вострецова, Р. А. Якупова. - Уфа: Мир печати, 2010. - 77 с.
- Организация премирования в системе материального стимулирования сельскохозяйственного труда / Р. Н. Сайранов, Т. В. Вострецова. - Уфа: Башкирский ГАУ, 2012. - 163 с.
- Оценка и материальное стимулирование сельскохозяйственного труда: [монография] / Р. Н. Сайранов; МСХ РФ, Башкирский ГАУ. - Уфа: Мир печати, 2012. - 222 с.
- Система ведения агропромышленного производства в Республике Башкортостан / РАСХН, АН РБ, МСХ РБ, Башкирский ГАУ, Башкирский НИИ сельского хозяйства; [редкол.: У. Г. Гусманов и др.]. - Уфа: Гилем, 2012. - 526 с. (соавтор).
- Материальное стимулирование труда: учебное пособие / Р. Н. Сайранов, Т. В. Вострецова; Башкирский ГАУ. - Уфа: Башкирский ГАУ, 2014. - 313 с.

## Награды
- 1987 – Награжден медалью «Ветеран Труда»
- 1996 – Присвоено почетное звание «Заслуженный экономист Республики Башкортостан»
- 2015 - Диплом лауреата Всероссийского конкурса на лучшую научную книгу 2014 года, проводимого Фондом развития отечественного образования среди преподавателей высших учебных заведений и научных сотрудников научно-исследовательских учреждений